# Hermann-Josef Scharf

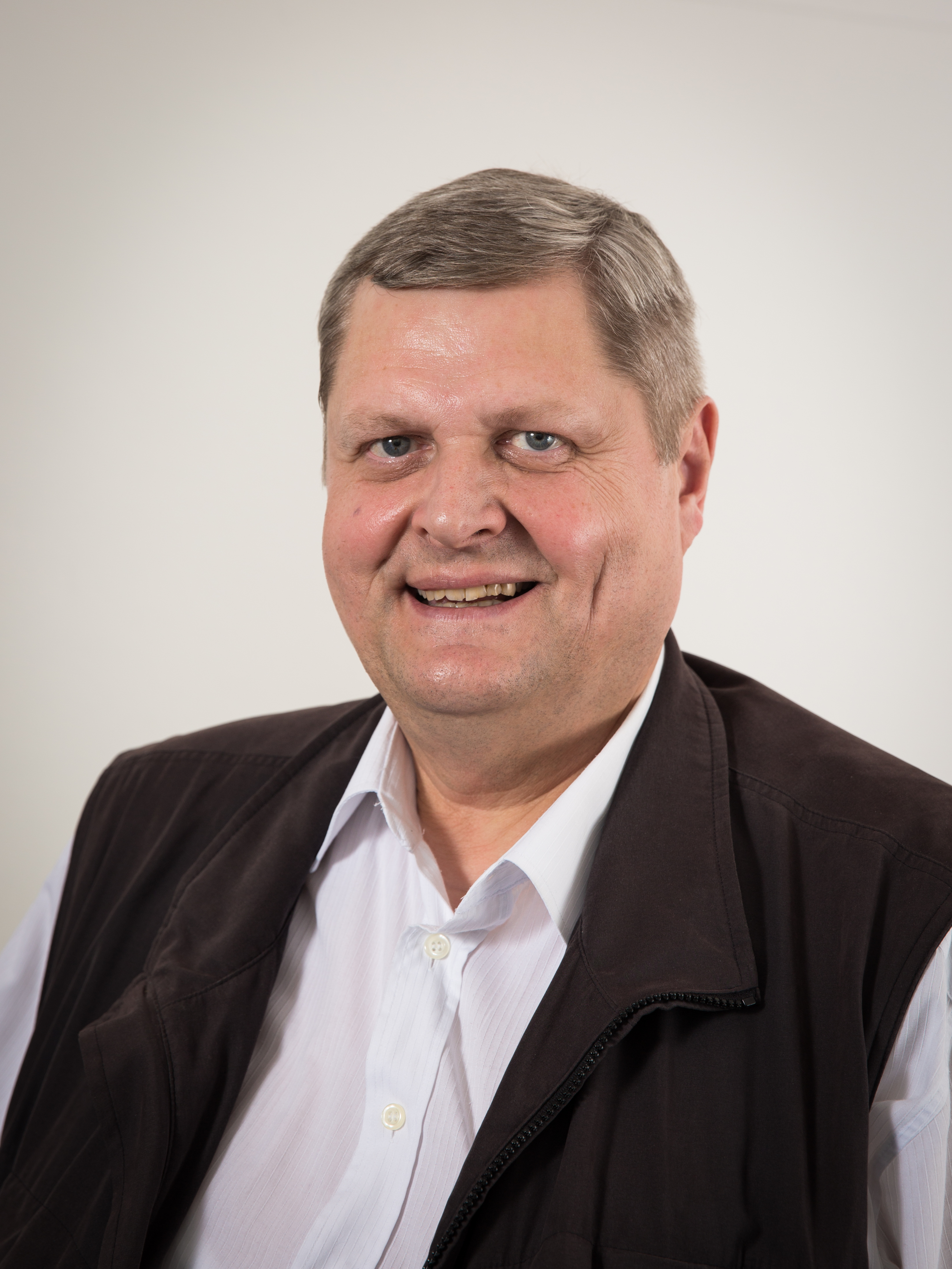
Hermann-Josef Scharf (2017)

Hermann-Josef Scharf (* 8. April 1961 in Oberthal) ist ein deutscher Politiker (CDU). Seit 2009 ist er Abgeordneter im Landtag des Saarlandes, dem er bereits von 2001 bis 2005 angehörte. Von 2005 bis 2009 war er Abgeordneter im Deutschen Bundestag.

## Leben und Beruf
Nach der Mittleren Reife 1978 an einer Handelsschule absolvierte Scharf eine Ausbildung zum Kaufmann im Groß- und Außenhandel und war anschließend in einer Fachgroßhandlung für Papier- und Schreibwaren tätig. 1986 wechselte er als Mitarbeiter zur WVW Wasser- und Energieversorgung Kreis St. Wendel. Von 1992 bis Ende 2020 war er Geschäftsführer der Lebenshilfe für geistig Behinderte im Kreis St. Wendel.

## Partei
Scharf trat 1975 in die Junge Union und 1981 auch in die CDU ein. Er gehört dem Vorstand des CDU-Kreisverbandes St. Wendel an.

## Abgeordneter
Scharf gehört seit 1984 dem Gemeinderat der Gemeinde Oberthal an und ist dort seit 2009 Vorsitzender der CDU-Fraktion. Von 1989 bis 2005 war er auch Mitglied im Ortsrat von Oberthal. Außerdem gehörte er von 1994 bis 2005 dem Kreistag des Landkreises St. Wendel an. Vom 1. August 2001, als er für die ausgeschiedene Abgeordnete Kerstin Backes-Ternig nachrückte, bis 2005 war Scharf Mitglied des Landtages des Saarlandes. Nach der Landtagswahl 2009 zog er über die Wahlkreisliste Neunkirchen erneut in den Landtag ein. Auch bei den Landtagswahlen 2012 und 2017 zog Scharf erneut in den saarländischen Landtag ein. Seit April 2017 ist er stellvertretender Vorsitzender der CDU-Landtagsfraktion. Bei der Landtagswahl 2022 wurde er erneut in den Landtag gewählt.
Nachdem er bei der Bundestagswahl 2005 als Direktkandidat im Wahlkreis St. Wendel mit einem Unterschied von 898 Stimmen dem SPD-Kandidaten Rainer Tabillion unterlegen war, rückte Scharf am 30. November 2005 für den ausgeschiedenen Abgeordneten Peter Müller über die Landesliste Saarland in den Bundestag nach und war bis zum Ende der Wahlperiode 2009 Mitglied des Deutschen Bundestages.